# Mariam Vattalil
Mariam Vattalil, FCC, řeholním jménem Rani Maria (29. ledna 1954, Pulluvazhy – 25. února 1995, Indaur) byla indická řeholnice syrsko-malabarské katolické církve, členka kongregace Františkánských klarisek, na kterou byl spáchán atentát. Katolická církev ji uctívá jako blahoslavenou mučednici.

## Život
Narodila se dne 29. ledna 1954 v indické obci Pulluvazhy rodičům Pailymu Vattalilovi a Eliswě Vattalil. Měla šest sourozenců. Pokřtěna byla 5. února téhož roku. Dne 30. dubna 1966 přijala první svaté přijímání. Po dokončení studií na základní škole započala studium na střední škole. Spolu se svoji sestřenicí se rozhodla k řeholnímu životu.
Po dokončení střední školy nastoupila dne 1. listopadu 1972 do postulátu kongregace Františkánských klarisek. Dne 30. dubna 1973 pak zahájila svůj noviciát. Své první dočasné řeholní sliby složila dne 1. května 1974. Poté byla poslána do kláštera své kongregace v Bijnoru, kam dorazila dne 24. prosince 1975. Působila zde jako učitelka. Dne 22. května 1980 pak složila své doživotní řeholní sliby. Později žila v Aluvě. V době od 30. května 1989 do 15. května 1992 sloužila jako představená kláštera, ve kterém žila. Na univerzitě ve městě Rívá vystudovala sociologii a poté sloužila jako sociální pracovnice mezi chudými. Někteří s její prací nesouhlasili, což později vedlo k její vraždě.
Dne 25. února 1995 cestovala ve městě Indaur autobusem, když její vrah Samandar Singh zastavil autobus, vytáhl ji ven a ubodal nožem. Ostatní cestující ze strachu nijak nezasáhli, aby jí pomohli. Jednalo se o nájemnou vraždu. Pohřbena byla v obci Udainagar. Dne 18. listopadu 2016 byly její ostatky exhumovány a poté znovu pohřbeny. Její vrah byl odsouzen k doživotnímu trestu vězení. Jak ze strany církve, tak i rodiny zavražděné se mu dostalo odpuštění. Poté, co svého činu litoval byl pro dobré chování roku 2006 propuštěn. Později se zúčastnil i blahořečení své oběti.

## Úcta
Její beatifikační proces započal dne 26. září 2003, čímž obdržela titul služebnice Boží. Dne 23. března 2017 podepsal papež František dekret o jejím mučednictví.
Blahořečena pak byla dne 4. listopadu 2017 v Indauru. Obřadu předsedal jménem papeže Františka kardinál Angelo Amato.
Její památka je připomínána 25. února. Bývá zobrazována v řeholním oděvu.